# Ruellia nitida
Ruellia nitida là một loài thực vật có hoa trong họ Ô rô. Loài này được (Nees) Wassh. & J.R.I. Wood mô tả khoa học đầu tiên năm 2003.